# Елізабеттаун (Іллінойс)
Елізабеттаун (англ. Elizabethtown) — селище (англ. village) в США, в окрузі Гардін штату Іллінойс. Населення — 220 осіб (2020).

## Географія
Елізабеттаун розташований за координатами 37°26′58″ пн. ш. 88°18′15″ зх. д. / 37.44944° пн. ш. 88.30417° зх. д. (37.449352, -88.304094).  За даними Бюро перепису населення США в 2010 році селище мало площу 1,84 км², з яких 1,83 км² — суходіл та 0,01 км² — водойми.

## Демографія
Згідно з переписом 2010 року, у селищі мешкало 299 осіб у 152 домогосподарствах у складі 79 родин. Густота населення становила 163 особи/км².  Було 197 помешкань (107/км²).
Расовий склад населення:
| - 97,3 % — білих - 1,3 % — азіатів |

До двох чи більше рас належало 1,3 %. Частка іспаномовних становила 1,3 % від усіх жителів.
За віковим діапазоном населення розподілялося таким чином: 22,4 % — особи молодші 18 років, 59,2 % — особи у віці 18—64 років, 18,4 % — особи у віці 65 років та старші. Медіана віку мешканця становила 42,3 року. На 100 осіб жіночої статі у селищі припадало 94,2 чоловіків;  на 100 жінок у віці від 18 років та старших — 93,3 чоловіків також старших 18 років.
Середній дохід на одне домашнє господарство  становив 36 793 долари США (медіана — 23 906), а середній дохід на одну сім'ю — 59 165 доларів (медіана — 63 333). За межею бідності перебувало 27,0 % осіб, у тому числі 35,5 % дітей у віці до 18 років та 8,5 % осіб у віці 65 років та старших.
Цивільне працевлаштоване населення становило 95 осіб. Основні галузі зайнятості: освіта, охорона здоров'я та соціальна допомога — 40,0 %, сільське господарство, лісництво, риболовля — 14,7 %, публічна адміністрація — 9,5 %, мистецтво, розваги та відпочинок — 9,5 %.